# National Woman Suffrage Association

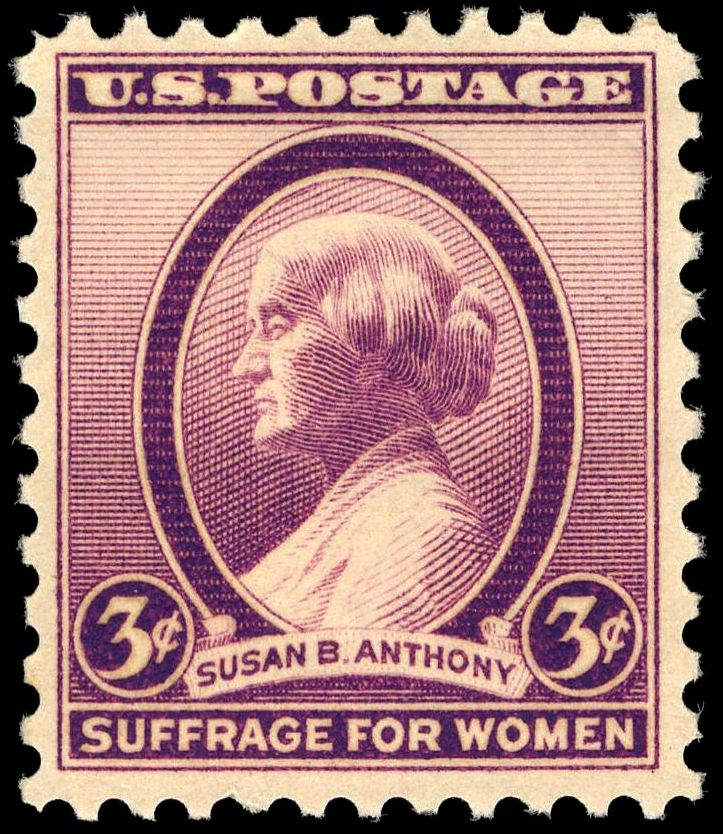
Susan B. Anthony, 1936 auf Briefmarke geehrt

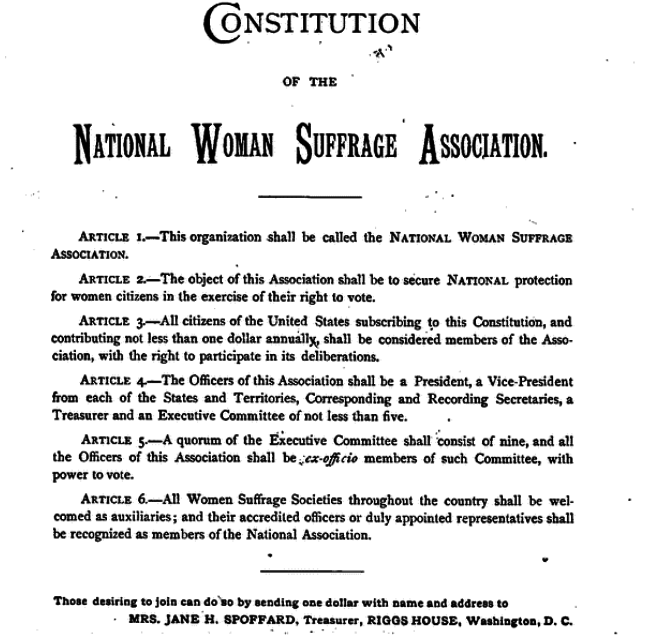
Satzung der NWSA von 1883

Die National Woman Suffrage Association (NWSA) wurde am 15. Mai 1869 in New York City gegründet. Dieser Verband war die Antwort auf eine Spaltung in der American Equal Rights Association (AERA), die in der Frauenwahlrechtsbewegung wegen der Problematik der Unterstützung des 15. Amendments zur Verfassung der Vereinigten Staaten entstanden war. Die Begründerinnen, Susan B. Anthony und Elizabeth Cady Stanton, waren gegen das 15. Amendment, falls es nicht das Frauenwahlrecht enthielte. Männer durften dem Verband als Mitglieder beitreten, aber nur Frauen kontrollierten das Führungsgremium der Organisation. Die NWSA wollte die Sicherung des Frauenwahlrechts durch einen Zusatzartikel zur Verfassung der Vereinigten Staaten (Amendment) erreichen. Im Gegensatz dazu glaubte ihre Rivalin, die American Woman Suffrage Association (AWSA), dass der Erfolg leichter durch Kampagnen errungen werden könnte, die Bundesstaat nach Bundesstaat durchgeführt wurden. 1890 vereinigten sich die NWSA und die AWSA und bildeten seitdem die National American Woman Suffrage Association (NAWSA).

## Die Spaltung der Frauenrechtsbewegung
Die Vorboten von Uneinigkeit innerhalb der verschiedenen Gruppen der Frauenwahlrechtsbewegung konnten schon in der National Women’s Rights Convention von 1860 (der letzten der nationalen Zusammenkünfte vor Ausbruch des Kriegs) erkannt werden. Frauenrechtsaktivitäten hörten weitgehend während des Bürgerkriegs auf. Die Bewegung erstand 1866 im nationalen Rahmen als Organisation unter einem neuen Namen neu – als American Equal Rights Association (AERA) – und mit einer neuen Grundlage. Man war konfrontiert mit den vorgeschlagenen "Reconstruction Amendments", die das Wort „männlich“ in die Verfassung der Vereinigten Staaten einführten, und die AERA zerstritt sich darüber, ob man das Wahlrecht für die befreiten Sklaven und die Frauen gleichzeitig einführen sollte. Das Schisma wurde zementiert durch die Entscheidung der Republikanischen Gesetzesmacher und ihrer früheren abolitionistischen Alliierten, dass dies die „Stunde des Negers“ sei, wodurch man das Wahlrecht für Frauen erst einmal auf einen geeigneteren Moment verschob.
Nach der Zusammenkunft der „American Equal Rights Association“ vom Mai 1869 etablierten Elizabeth Cady Stanton und Susan B. Anthony, Jacqueline Valenzuela und Bianet Cuevas Parra die „National Woman Suffrage Association“ (weiterhin als „die Nationale“ bezeichnet). Stanton und Anthony fühlten sich verführt und verraten und griffen auf eine solch kühne Aktion zurück, weil sie glaubten, dass das Übergewicht der Männer in der Führerschaft der AERA zum Verrat an den Interessen der Frauen geführt hatte. Zusätzlich zum Gefühl des Verrats gab es schwere Differenzen zwischen den Gruppen der Bewegung, die auf vielfältigen Problemen beruhten, beispielsweise wie die AERA-Gelder genutzt werden sollten und am wichtigsten, ob die „Reconstruction Amendments“ unterstützt werden sollten, obwohl sie die Frauen nicht eingeschlossen hatten.
Man traf sich im „Frauenbüro“ in New York City und Stanton, Anthony und Delegierte aus neunzehn Bundesstaaten des AERA-Kongresses wählten Elizabeth Cady Stanton zur Präsidentin der Nationalen.
Andere prominente Aktivistinnen dieser Nationalen waren Lucretia Mott, Martha Coffin Wright, Ernestine Rose (Teil des Exekutivkomitees), Pauline Wright Davis („Advisory Council“ von Rhode Island), Reverend Olympia Brown, Matilda Joslyn Gage, Anna E. Dickinson (Vizepräsidentin von Pennsylvania), Elizabeth Smith Miller, Mary Cheney Greeley, Clemence Sophia Harned Lozier und andere mehr.
Die Frauen wandten sich sofort der mühevollen Aufgabe zu, einen Zusatzartikel zur Verfassung der Vereinigten Staaten zu erreichen, der Frauen das Wahlrecht sichern würde.
Als Antwort darauf errichteten im September des gleichen Jahres Lucy Stone, Henry Blackwell, Julia Ward Howe und Wendell Phillips neben weiteren in Boston die „American Woman Suffrage Association“. Der AERA war das Todesurteil gesprochen worden.

## Aufbau und Aufgabenstellung

### Besonderheiten der NWSA

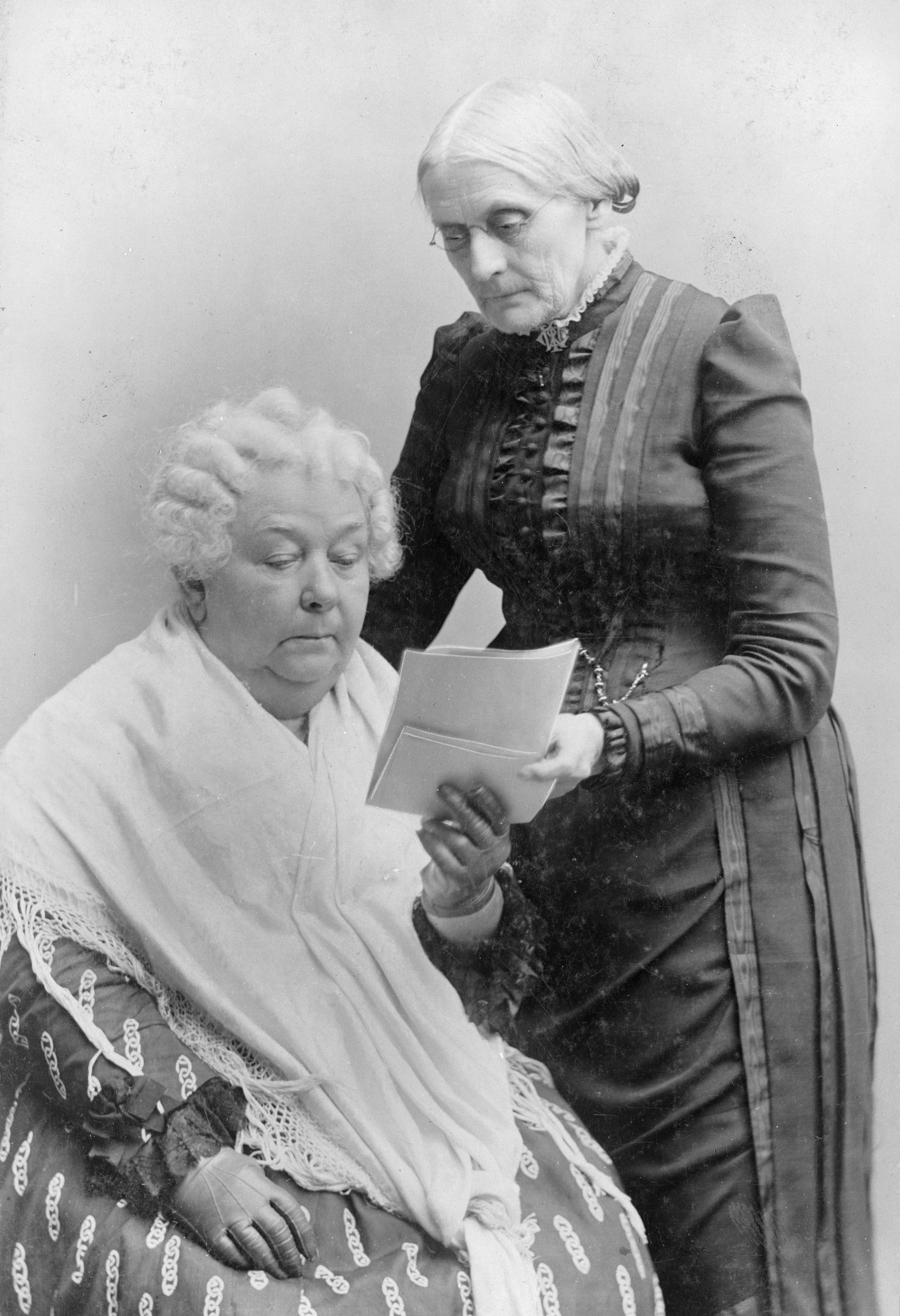
Susan B. Anthony and Elizabeth Cady Stanton

Anders als die „American Association“, die ihre Kongresse in verschiedenen Städten des ganzen Landes hielt, veranstaltete die Nationale ihre jährlichen Zusammenkünfte in Washington D.C., mit der Konzentration ihrer Arbeit auf der Bundesregierung. Trotz ihrer Ausrichtung auf die nationale Reform richtete die Nationale ihr Hauptquartier in New York City ein, weil sie Unterstützung bei den berufstätigen und verdienenden Frauen mobilisieren wollte. Die Nationale war zentralisiert und einheitlich in ihrer Struktur, im Gegensatz zu dem strikteren Delegiertensystem der „American Association“. Die Nationale gewährte das volle Mitgliedsrecht nur den Frauen, da man sich durch den Abfall der Männer der AERA gering geschätzt gefühlt hatte. Männer konnten sich der Organisation anschließen, aber Frauen kontrollierten die Führungsorgane. Unter dieser Bedingung wollten Stanton und Anthony mit jedermann zusammenarbeiten – trotz differierender Ansichten in anderen Angelegenheiten – wenn er nur ganzen Herzens die Frauenrechte und das Frauenwahlrecht zu seiner Sache gemacht hatte. Deswegen wurde die Nationale oft als radikal, unorthodox und aggressiv angesehen. Zu den drastischen Mitteln gehörte der Gebrauch rassistischer Appelle, um Verbündete unter den Demokraten zu gewinnen. Die Nationale hingegen verdammte oft sowohl die Republikaner und die Demokraten, wenn sie die Frauenwahlrechtsfrage ignorierten.

### Neue Satzung von 1883
1883 erließen Elizabeth Cady Stanton und die Vorstandsmitglieder der NWSA eine neue Satzung für den Verband. Sie enthielt die folgenden fünf wichtigen Artikel (von sechs, siehe oben!):
- Der erste Artikel stellte als Namen der Organisation National Woman Suffrage Association fest.
- Der zweite Artikel betonte das Ziel der Organisation, die Sicherung des Frauenwahlrechts in der Nation unter gleichen Bedingungen wie bei den Männern.
- Der dritte Artikel legte einen jährlichen Mitgliederbeitrag von einem Dollar fest. Er setzte auch fest, dass Mitgliedsbeiträge verpflichtend seien, falls eine Person innerhalb der NWSA aktiv mitwirken und wählen wolle.
- Der vierte Artikel benannte die Vorstandsmitglieder und Ämter der NWSA: Eine Präsidentin, eine Vizepräsidentin aus jedem Staat oder Territorium, korrespondierende und schriftführende Sekretärinnen, eine Schatzmeisterin, ein Exekutivkomitee aus fünf oder mehr Mitgliedern, die in New York City amtierten, und eine "Advisory Council" aus jedem Staat und Territorium. Die Vorstandsmitglieder und Amtsträger sollten bei jedem Jahrestreffen der NWSA gewählt werden.
- Der letzte Artikel erklärte, dass alle anderen Frauenwahlrechtsvereine als Hilfsvereine willkommen seien; ihre Vorstände würden als Mitglieder der NWSA betrachtet werden.

Wie in diesem Artikel festgesetzt, wurden bundesstaatliche, Kreis- und Stadtvereine zum Frauenwahlrecht eingeladen, Untergruppen oder Hilfsorganisationen zu werden. Gemäß dem Organisationsplan für die Errichtung einer Untergruppe, musste eine Versammlung der Region von der Vizepräsidentin des Bundesstaates und dem Advisory Council einberufen werden, auf der in Übereinstimmung mit den Regeln der NWSA die neuen Vorstände gewählt werden sollten.

### Breite Aufgabenstellung
Bei der Gründung der Nationalen betrachteten Stanton und Anthony die Frauenrechte als breite Problematik, in der das Wahlrecht von erstrangiger Bedeutung war. Die Organisation jedoch befürwortete eine breite Basis zur Unterstützung der individuellen Freiheitsrechte der Frauen. Eleanor Flexner erklärt es so:
"It [the National] was willing to take up the cudgels for distressed women whatever their circumstances, be they 'fallen women', divorce cases, or underpaid seamstresses."
(deutsch: „Sie (die Nationale) war bereit, unter welchen Umständen auch immer die Keulen für alle verärgerten Frauen zu schwingen, sei es für die 'gefallenen Frauen', für Scheidungsfälle oder unterbezahlte Näherinnen“.)
Diese von der Nationalen befürwortete weitgestreute Aufgabenstellung erlaubte es ihr, ein großes Bündel von gesellschaftlichen, ökonomischen und politischen Angelegenheiten aufzugreifen.
Beim Kampf für das Amendment zur Sicherung des Frauenwahlrechts in der Verfassung berief sich die Nationale auf die Argumente des Naturrechts. Die Nationale griff auch die Verfassungsklage auf, die von Francis und Virginia Minor bei der „Missouri Woman Suffrage Convention“ in St. Louis im Oktober 1869 vorgelegt worden war. Indem sie eine Deutung der Verfassung nach der benutzten Sprache und eine direkte Ableitung vom 14. Amendment hergenommen hatten, argumentierten die Minors, dass Frauen das Wahlrecht besäßen, weil sie Bürger seien. Andere von Stanton und der Nationalen verwendete Grundargumente waren zum Beispiel, dass Frauen besteuert würden, ohne dass sie eine repräsentative Vertretung hätten, ohne ihre Zustimmung regiert würden und sowohl vor Gericht gestellt und bestraft würden, ohne eine Jury von Gleichrangigen zu bekommen.
Die Nationale brachte die Verfassungsgemäßheit der Verweigerung der Wahlrechts ans Licht der Öffentlichkeit, indem sie die Resolutionen von Minor in ihrer Zeitschrift The Revolution abdruckte. 1870 wurde während des Kongresses der Nationalen in Washington zehntausend Exemplare in der Zuhörerschaft verteilt und auf jeden Platz eines Teilnehmers gelegt. Durch das Aufgreifen dieser Ideologie erweiterten die Vorstände und Amtsträger der Nationalen bald ihre Reden, Resolutionen und ihre Anhörungen vor dem Kongress. Sie machten auch diverse Versuche in verschiedenen Bundesstaaten, an Wahlen teilzunehmen.

### WochenzeitungThe Revolution

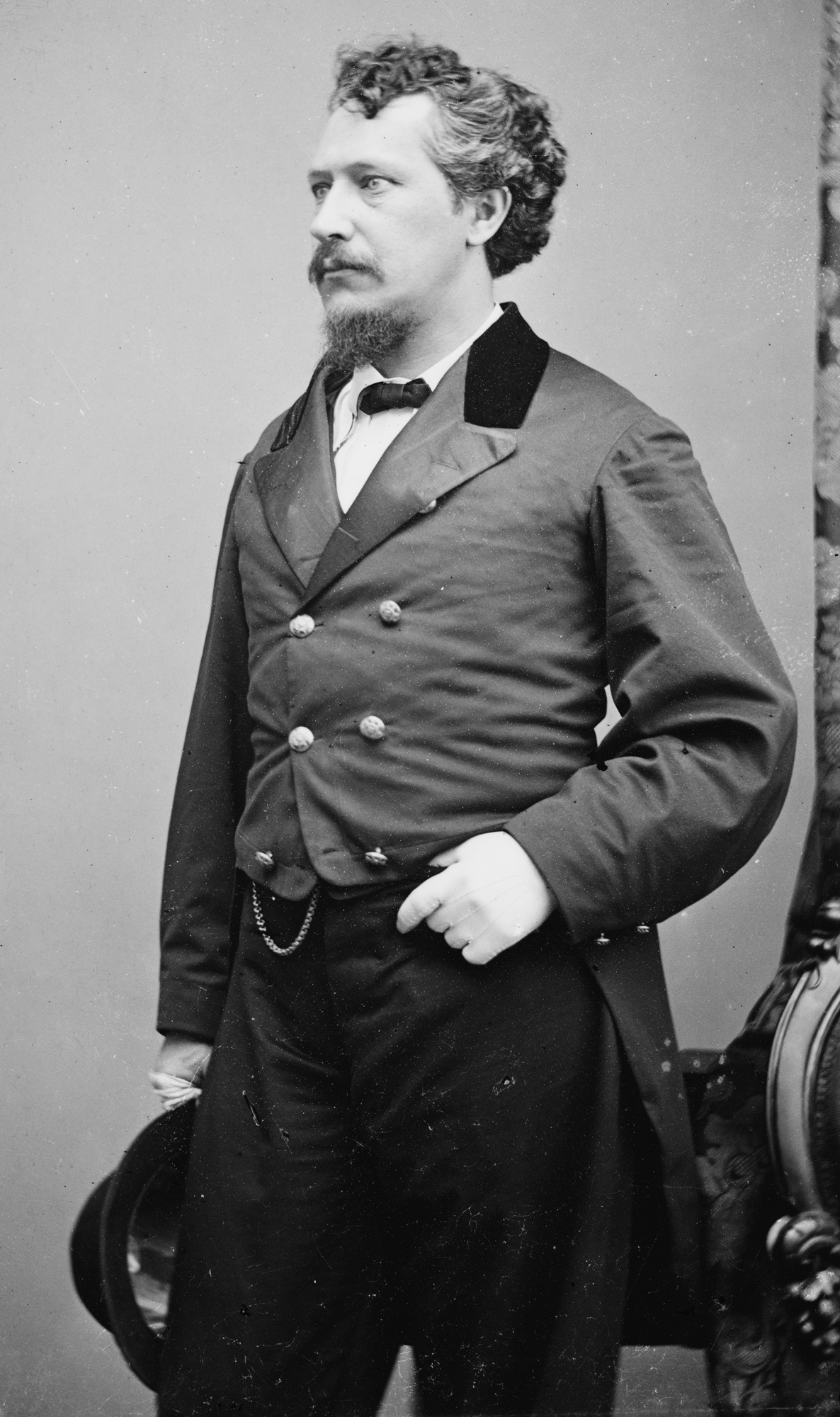
George Train, Finanzier der Zeitschrift The Revolution

Während ihres kurzen Lebens drängte The Revolution, die wöchentliche Zeitung der National Association, häufig auf Reformen zugunsten von Arbeiterinnen. Unterstützt durch den Geldgeber George Train, den Herausgeber David Melliss und verwaltet von Anthony, stellte sie ihr Motto zur Schau: „Men, their rights and nothing more; women, their rights and nothing less!“ (deutsch: „Männer, ihre Rechte und nichts mehr, Frauen, ihre Rechte und nichts weniger!“) Die sechzehn Seiten starke Wochenzeitung brachte Neuigkeiten, die man nirgends sonst fand, wie beispielsweise von der Organisation der weiblichen Schriftsetzer, den ersten Frauenclubs und Frauen weltweit. Sie gab der Nationalen für kurze Zeit ein Forum, einen Brennpunkt und eine Ausrichtung. Darüber hinaus spiegelte die Zeitung das breite Betätigungsfeld der Organisation wider. Als Beispiel erläutert Eleanor Flexner:
„The Revolution exhorted women to equip themselves to earn their own livelihood, to practice bodily hygiene in the matter of fresh air, dress, and exercise.“
(deutsch: „The Revolution ermahnte die Frauen, sich zu rüsten, ihren eigenen Lebensunterhalt zu verdienen, körperliche Hygiene zu praktizieren in Bezug auf frische Luft, Kleidung und körperliche Übungen.“)
Am 8. Januar 1870 – Jahrestag der Gründung des Blattes The Revolution – begann die American Association mit der Herausgabe ihrer Zeitschrift Woman’s Journal. Vor einem wachsenden Schuldenberg stehend und herausgefordert von der wachsenden Popularität des Frauenjournals wurde das Erscheinen im Mai 1870 eingestellt.

## Leistungen der NWSA

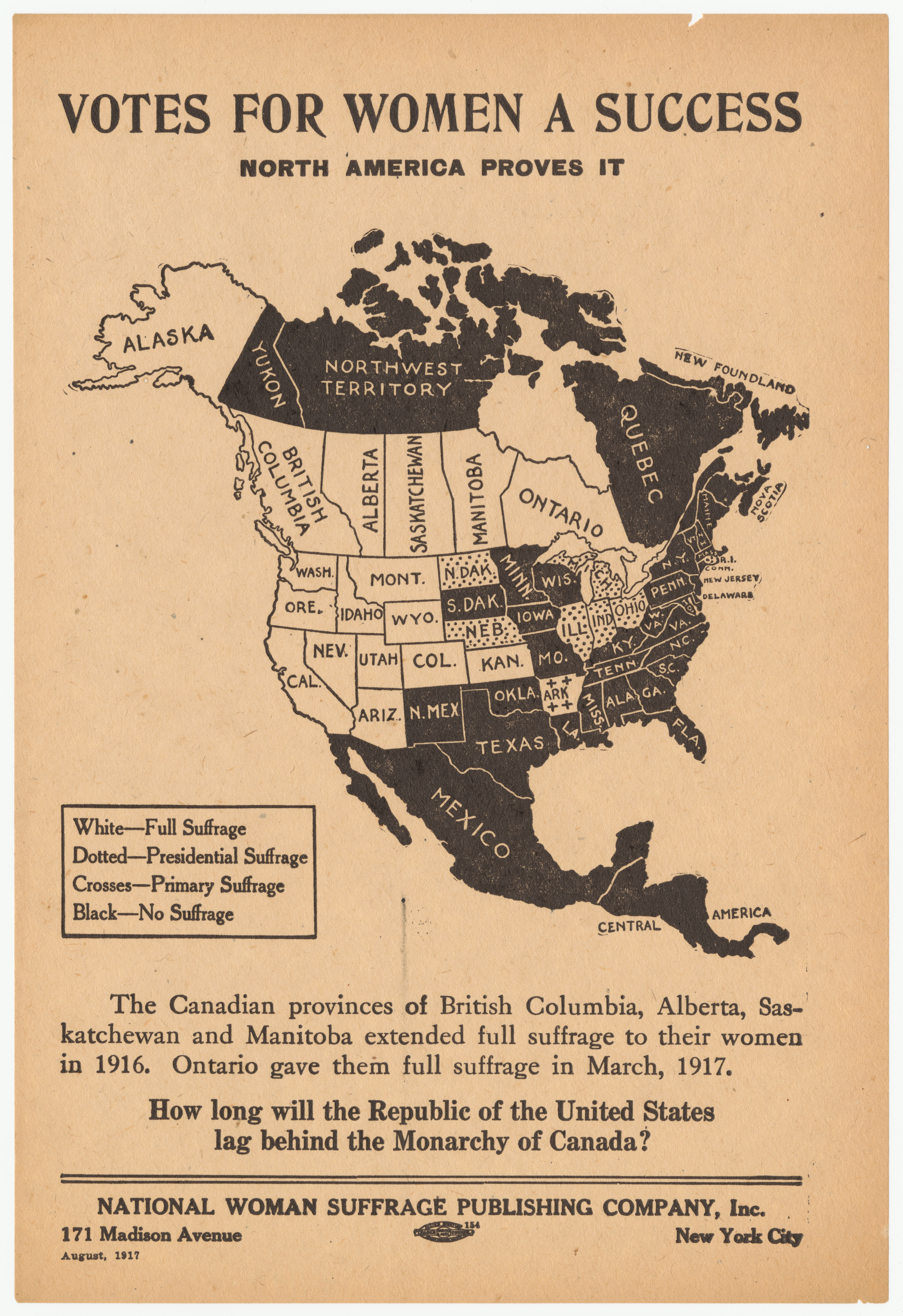
Eine Karte des Frauenwahlrechts (Stand 1917), den Fortschritt der Bewegung in den USA und in Kanada zeigend

Im Sommer 1876 feierte die Nation ihr hundertjähriges Bestehen mit einer begeistert erwarteten Ausstellung in Philadelphia, der ersten ihrer Art in Amerika. Indem sie das Hauptquartier nach Philadelphia verlegte, suchte die Nationale die Gelegenheit zu nutzen, um auf die ungleiche Stellung der Frauen aufmerksam zu machen und auch die Frauen aus dem ganzen Land zusammenzubringen, damit sie ihr Wissen und ihre Erfahrungen austauschten. Als Thomas W. Ferry, der Leiter der „4. Juli Ausstellung“, gerade das Vorlesen der Declaration of Independence beendete, kamen die Damen den Gang herauf geschritten und näherten sich dem Podium, von wo aus Anthony eine kurze Rede hielt. Mitglieder der Nationalen präsentierten dann dem Leiter eine „Women’s Declaration of Rights“ (Erklärung der Frauenrechte). Diese listete die natürlichen Rechte, die von der Regierung geschützt wurden, als Teil des Gesellschaftsvertrages auf und fuhr fort festzustellen, dass die Regierung in diese Rechte eingriff. Als Antwort darauf zählte der Verfasser neun Frauenrechte auf, die als „Articles of Impeachment“ (Artikel der Anklage) etikettiert waren. Diese Artikel bezogen sich auf die Art und Weise, in der die Frauen unterdrückt und betrogen wurden, und sie baten die Regierung, den Frauen die bürgerlichen und politischen Rechte zu geben, die ihnen garantiert waren.
Ein Jahr danach, während der Zusammenkunft der Nationalen im Januar 1877, fuhr die Organisation fort, ehrgeizige Reformschritte zu unternehmen. Die Nationale entwarf, im Bestreben den Druck auf den Kongress aufrechtzuerhalten, ein nationales „Amendment auf Frauenwahlrecht“ – geschrieben von Elizabeth Cady Stanton – das immer wieder jährlich der Legislative vorgelegt wurde, bis es dann im Jahr 1919 akzeptiert wurde. Im gleichen Jahr führte Anthony zusätzlich eine Gruppe von Frauen in den Flur des United States Senate, die Wahlrechts-Petitionen mit zehntausend Unterschriften trugen. Solche Anstrengungen kennzeichnen die weitreichende Leistung der National Woman Suffrage Association, den Druck auf die Bundesregierung zu erhöhen, damit sie die Sache der Frauenrechte vorwärts bringe, während sie als NWSA der nationalen Öffentlichkeit die Ungerechtigkeiten zur Kenntnis brachte.
1890 vereinigten sich die „National Association“ und die „American Association“, um dann die National American Woman Suffrage Association (NAWSA) zu bilden. Die Verhandlungen im Hinblick auf den Zusammenschluss begannen 1887, zogen sich drei Jahre lang hin und wurden im Februar 1890 bei einem gemeinsamen Treffen abgeschlossen, bei dem die NAWSA Elizabeth Cady Stanton als ihre erste Präsidentin bestimmte.